# (350) Ornamenta
(350) Ornamenta – planetoida z pasa głównego asteroid okrążająca Słońce w ciągu 5 lat i 177 dni w średniej odległości 3,11 j.a. Została odkryta 14 grudnia 1892 roku w Observatoire de Nice w Nicei przez Auguste Charloisa. Nazwa planetoidy pochodzi od Antoinette Hornemann, członkini Francuskiego Towarzystwa Astronomicznego.